# Канеман, Даниэль
Даниел Ка́неман (англ. Daniel Kahneman, ивр. דניאל כהנמן‎; 5 марта 1934, Тель-Авив, Подмандатная Палестина — 27 марта 2024, Нуннинген, Золотурн, Швейцария) — израильско-американский психолог. Один из основоположников поведенческой экономики, в которой объединены экономика и когнитивистика для объяснения иррациональности отношения человека к риску в принятии решений и в управлении своим поведением. Знаменит своей работой, выполненной совместно с Амосом Тверски и другими авторами, по установлению когнитивной основы для общих человеческих заблуждений в использовании эвристик, а также для развития теории перспектив; лауреат премии по экономике памяти Альфреда Нобеля 2002 года «за применение психологической методики в экономической науке, в особенности — при исследовании формирования суждений и принятия решений в условиях неопределённости» (совместно с В. Смитом), несмотря на то, что исследования проводил как психолог, а не как экономист.
Член Национальной академии наук США (2001) и Американского философского общества (2004).

## Биография
Канеман родился в Тель-Авиве, в семье литовских евреев. Провёл свои детские годы в Париже. Во время нацистской оккупации он и его семья часто находились в бегах. После освобождения Франции его семья вернулась в Палестину в 1946 году.
Получил степень бакалавра математики и психологии в Еврейском университете в Иерусалиме в 1954 году, после чего работал в Армии обороны Израиля, в основном в психологическом отделе. Подразделение, в котором он служил, занималось отбором и тестированием призывников. Канеман разрабатывал интервью для оценки личности.
После увольнения из армии Канеман возвратился в Еврейский университет, где прослушал курсы логики и философии науки. В 1958 году переехал в Соединённые Штаты Америки и получил степень доктора философии по психологии в Калифорнийском университете, Беркли в 1961 году.
С 1969 года сотрудничал с Амосом Тверски, который по приглашению Канемана читал в Еврейском университете лекции об оценке вероятности событий.
Работал в Принстонском университете, а также в Еврейском университете. Входил в редакционный совет журнала Economics and Philosophy. Канеман никогда не заявлял, что он один занимался психологической экономикой — он указывал, что все, что им получено в этой области, он и Тверски достигли совместно с их соавторами Ричардом Талером и Джеком Кнетчем. Отмечен Talcott Parsons Prize Американской академии искусств и наук (2011).
Канеман был женат на Энн Трисман, знаменитой исследовательнице внимания и памяти.
Объясняя, почему он занялся психологией, Канеман однажды написал:
Это, должно быть, было в конце 1941 или в начале 1942. Евреи были обязаны носить Звезду Давида и соблюдать комендантский час с 18:00. Я пошёл поиграть с христианским другом и задержался допоздна. Я вывернул мой коричневый свитер наизнанку, чтобы пройти несколько кварталов до дома. Я спускался по пустой улице и увидел приближающегося немецкого солдата. Он был в чёрной форме, которой, как мне говорили, следует особенно остерегаться, — её носили эсэсовцы. Я сближался с ним, пытаясь идти быстро, и заметил, что он пристально смотрит на меня. Он подозвал и обнял меня. Я испугался, что он заметит звезду внутри моего свитера. Он заговорил со мной по-немецки, с большим чувством. Выпустив меня из объятий, он открыл свой бумажник, показал мне фото мальчика и дал немного денег. Я пошёл домой, более чем когда-либо уверенный в том, что моя мать была права: люди бесконечно сложны и интересны.
В 2016 году подписал письмо с призывом к Greenpeace, Организации Объединённых Наций и правительствам всего мира прекратить борьбу с генетически модифицированными организмами (ГМО).
В 2023 году был награждён премией Хелен Динерман Всемирной ассоциацией изучения общественного мнения (WAPOR). Эта награда присуждается с 1981 года за особо значимый вклад в методологию опросных исследований.
Умер 27 марта 2024 года в возрасте 90 лет.

## Научные достижения
Предложил оригинальную ресурсную модель внимания.
Первая совместная работа Канемана и Тверски была посвящена «закону малых чисел». Дальнейшее сотрудничество привело учёных к фундаментальному прогрессу в понимании эвристики. В своих работах они рассматривали эвристические черты вероятностного мышления. В основном их внимание было сосредоточено на доступности, репрезентативности, закреплении (установка «якоря») и корректировке.
Доступность — это склонность людей переоценивать вероятность события, если примеры подобного рода легко приходят в голову. Репрезентативность — это склонность оценивать вероятность события исходя из того, в какой степени это событие соотносится с подходящей психической моделью (например с профессией). Закрепление и корректировка это процесс вынесения суждения, при котором изначальный ответ действует как якорь, а дополнительная информация используется лишь для того, чтобы корректировать этот ответ.
Анализ когнитивных и ситуационных факторов, проведённый Канеманом и Тверски, помог понять психологические процессы, управляющие человеческими суждениями и принятием решений.
Влияние дохода на ощущение счастья
Совместно с известным экономистом Ангусом Дитоном открыл нелинейную зависимость субъективного ощущения счастья от величины дохода. По Канеману и Дитону, американцы замечают повышение уровня счастья от повышения дохода до достижения уровня $75 тыс. в год. После этой точки влияние роста благосостояния на ощущение счастья прекращается.

## Основные труды
- Kahneman D., Tversky A. (1979) Prospect theory: An analysis of decision under risk. Econometrica, 47. — 313—327.
- Tversky A., Kahneman D. (1992) Advances in prospect theory: cumulative representation of uncertainty. Journal of Risk and Uncertainty, 5. — 297—232.

Книги
- Kahneman, D. (1973) Attention and Effort. Englewood Cliffs, NJ: Prentice-Hall.
- Kahneman, D., Slovic, P., & Tversky, A. (1982) Judgment Under Uncertainty: Heuristics and Biases. New York: Cambridge University Press.
- Kahneman, D., Diener, E., & Schwarz, N. (Eds.). (1999). Well-being: The Foundations of Hedonic Psychology. New York: Russell Sage Foundation.
- Kahneman, D., Tversky, A. (Eds.) (2000) Choices, Values and Frames. New York: Cambridge University Press.
- Kahneman, D. (2011) Thinking, Fast and Slow, Farrar, Straus and Giroux, ISBN 978-0-374-27563-1. (Reviewed by Freeman Dyson in New York Review of Books, 22 December 2011, pp. 40-44.)
- Kahneman, Daniel; Sibony, Olivier; Sunstein, Cass R. (2021). Noise: A Flaw in Human Judgment. William Collins. ISBN 978-0008308995.

На русском языке
Монографии
- Канеман Д., Словик П., Тверски А. Принятие решений в неопределенности: Правила и предубеждения. — Харьков: Гуманитарный центр, 2005. — 632 с. — ISBN 966-8324-14-5.
- Канеман Д. Внимание и усилие / пер. с англ. И. С. Уточкина. — М.: Смысл, 2006. — 288 с. — ISBN 5-89357-215-7, ISBN 0-13-050518-8.
- Канеман Д. Думай медленно... решай быстро. — М.: АСТ, 2013. — 625 с.
- Канеман Д., Сибони О., Санстейн Касс Р. Шум. Несовершенство человеческих суждений. — М.: АСТ, 2021. — ISBN 978-5-17-146374-8

Статьи
- Канеман Д., Тверски А. Рациональный выбор, ценности и фреймы // Психологический журнал. — 2003. — Т. 24. — № 4. — С. 31−42.